# 朗罗代克
朗罗代克（法語：Lanrodec，法語發音：[lɑ̃ʁɔdɛk]）是法国阿摩尔滨海省的一个市镇，位于该省中西部，属于甘冈区。

## 地理
朗罗代克（48°30'58"N, 3°1'51"W）面积31.92 平方千米，位于法国布列塔尼大區阿摩尔滨海省，该省份为法国西北部沿海省份，位于布列塔尼半岛北部，北濒大西洋英吉利海峡，西接菲尼斯泰尔省，南至莫尔比昂省，东临伊勒-维莱讷省。
与朗罗代克接壤的市镇（或旧市镇、城区）包括：博克奥、普卢马戈阿尔、圣菲亚克、圣让凯尔达涅勒、圣佩韦、沙泰洛德朗-普卢阿加特。
朗罗代克的时区为UTC+01:00、UTC+02:00（夏令时）。

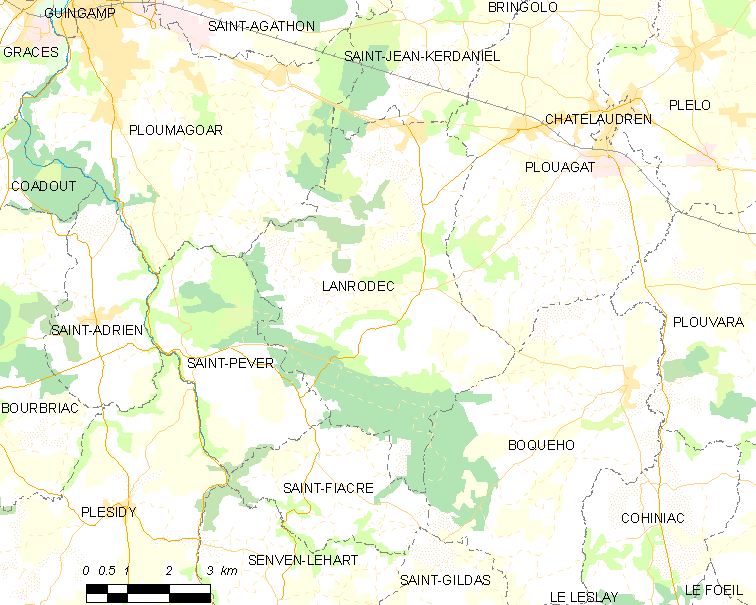
朗罗代克的OSM定位图

## 行政
朗罗代克的邮政编码为22170，INSEE市镇编码为22116。

## 政治
朗罗代克所属的省级选区为普莱洛县。

## 交通
阿摩尔滨海省省道D4线、D24线和D65线经过境内。

## 人口

1962-2008年间朗罗代克人口变化图示

朗罗代克于2022年1月1日时的人口数量为1380人。